# 젝토르
젝토르는 그렘린 인더스트리스에서 제작하고 1982년에 출시한 다방향 슈팅 아케이드 게임이다. 플레이어는 외계인 로봇이 점령한 8개의 다른 도시를 탈환하기 위한 퀘스트에서 우주선을 조종해야 하며 로봇의 대화는 음성 합성을 통해 송출된다.

## 게임 플레이
'젝토르'에는 되찾아야 하는 8개 도시가 있으며, 로봇들은 플레이어에 대한 레벨의 오프닝 챌린지에서 정복한 도시의 이름을 직접 짓는다.
방어 그리드는 기동성이 매우 높은 위험한 로보프로브를 가지고 로봇을 향해 에너지 발사체인 "지저"를 발사하고 반대로도 플레이어의 선체를 접촉 시 파괴하는 구역이다.
방어 그리드는 도시를 지배하는 로봇 악당의 파괴를 막는 동안 지속되는 3개의 공격 파동 동안 계속된다.